# Beaumont Saint-Cyr
Beaumont Saint-Cyr ist eine französische Gemeinde im Département Vienne in der Region Nouvelle-Aquitaine. Sie zählt 2.941 Einwohner (Stand: 1. Januar 2022) und ist Teil des Kantons Jaunay-Marigny im Arrondissement Poitiers. Beaumont Saint-Cyr wurde am 1. Januar 2017 aus den bisherigen Gemeinden Beaumont und Saint-Cyr gebildet. Der Verwaltungssitz befindet sich in der Ortschaft Beaumont. Die Einwohner werden Beaumontsaintcyriens genannt.

## Geografie
Beaumont Saint-Cyr liegt etwa zehn Kilometer südwestlich von Châtellerault und etwa 18 Kilometer nordnordöstlich von Poitiers. Umgeben wird Beaumont Saint-Cyr von den Nachbargemeinden Colombiers im Norden, Naintré im Nordosten, Vouneuil-sur-Vienne im Osten, Bonneuil-Matours im Südosten, Dissay im Süden sowie Jaunay-Marigny im Westen.
Durch die Gemeinde führt die Autoroute A10 und die frühere Route nationale 10 (heutige D910).

## Gliederung
| Ortsteil                     | ehemaliger INSEE-Code | Fläche (km²) | Einwohnerzahl (2016) |
| ---------------------------- | --------------------- | ------------ | -------------------- |
| Beaumont (Verwaltungssitz)00 | 86019                 | 21,44        | 1943                 |
| Saint-Cyr                    | 86219                 | 15,03        | 1131                 |

## Sehenswürdigkeiten

### Beaumont
- Romanische Kirche Notre-Dame aus dem 15. Jahrhundert, seit 1986 Monument historique
- Grabkapelle La Madeleine, seit 2002 Monument historique
- Schlossruine Rouhet mit Kapelle, seit 1931 Monument historique
- Ruine des Turms von Beaumont
- Schloss Beaudiment aus dem 15. Jahrhundert
- Schloss Le Puy-Chevrier aus dem 17. Jahrhundert

### Saint-Cyr
- Kirche Saint-Cyr-et-Sainte-Julitte
- Der Menhir von Pierre-Fitte aus rotem Sandstein, Monument historique seit 1932, ist 4,5 Meter hoch.
- Der Tumulus von La Haute Flotte ist seit 1991 ebenfalls ein Monument historique.

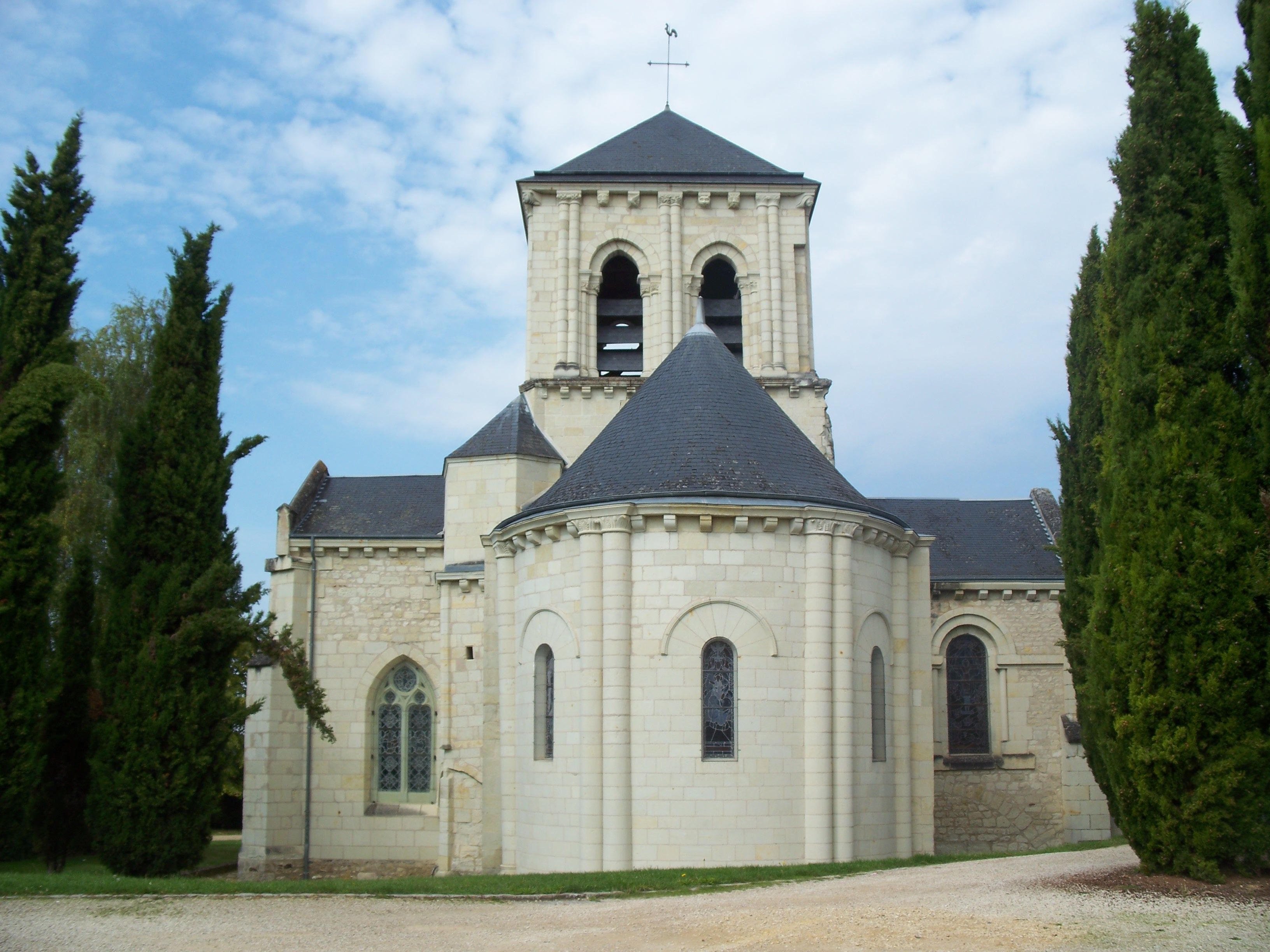
Kirche Notre-Dame
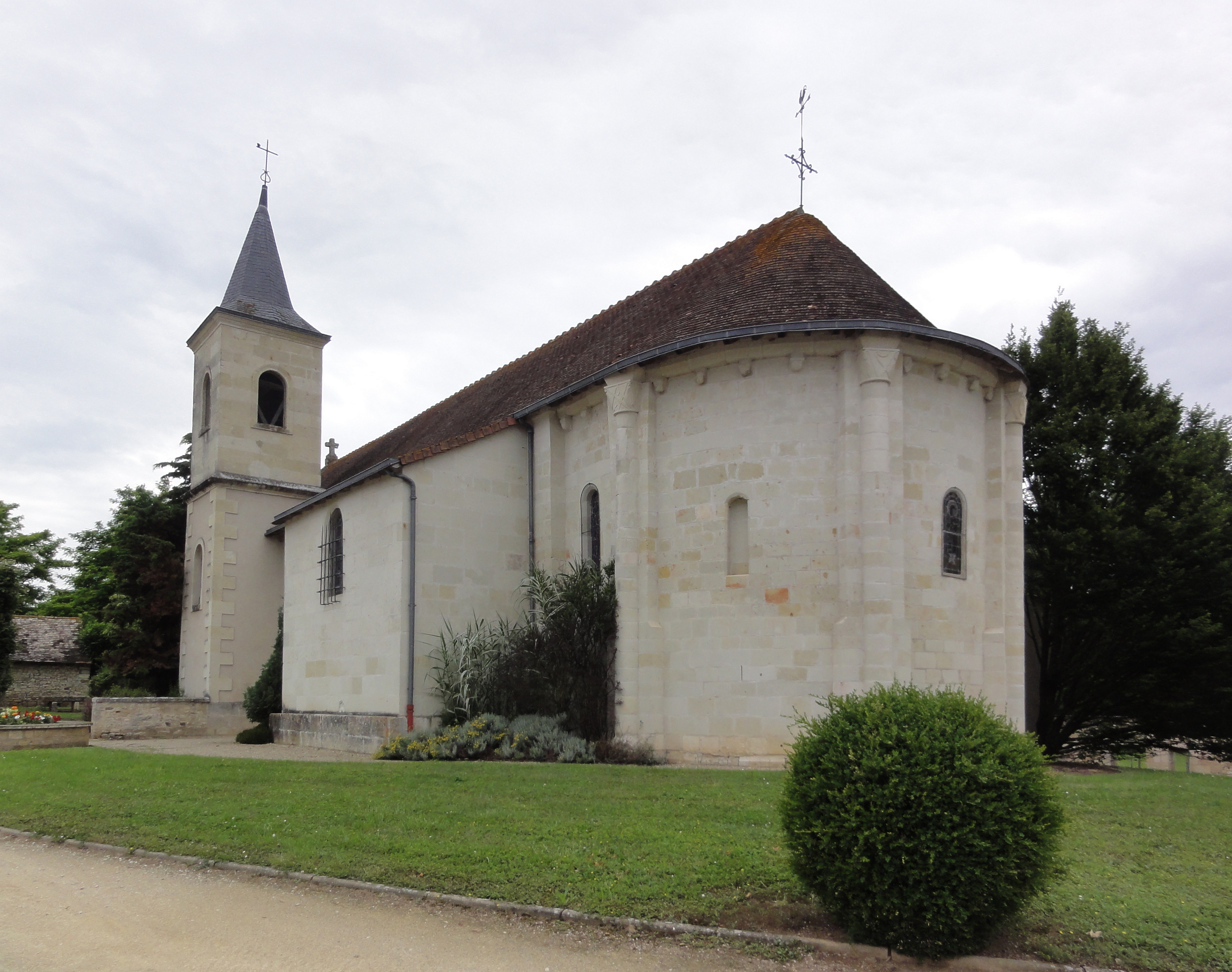
Kirche Saint-Cyr-et-Sainte-Julitte
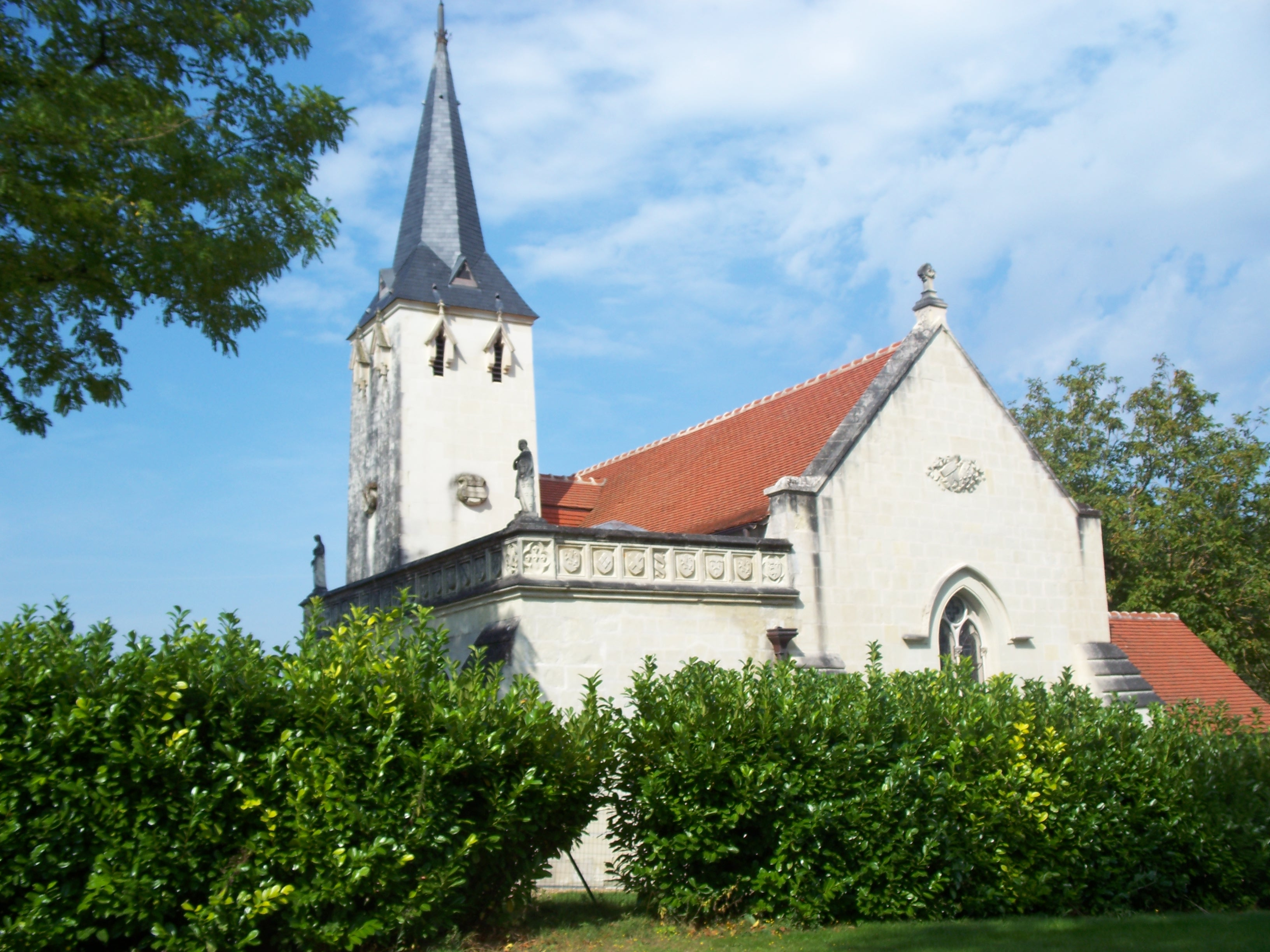
Grabkapelle La Madeleine